# Cumaru do Norte
Cumaru do Norte é um município brasileiro do estado do Pará. Localiza-se a uma latitude 07º49'30" sul e a uma longitude 50º46'22" oeste, estando a uma altitude de 299 metros. Sua população estimada em 2020 era de 13 761 habitantes. Possui uma área de 17 156,79 km².

## História
Habitada por vários povos indígenas, atualmente, estão localizadas parcialmente no município as terras indígenas Kayapó e Badjonkore.
Nos anos 1970, foram fundadas na região do atual município comunidades religiosas formadas por camponeses.
A cidade emancipou-se de Ourilândia do Norte em 1991, com o crescimento do garimpo.

## Infraestrutura

### Transportes
Sua principal via de ligação com o território nacional se dá pela rodovia estadual PA-287, que a conecta com a cidade de Redenção, no leste, dando acesso à rodovia federal BR-158.
A sede municipal ainda dispõe de um aeródromo, o Aeroporto de Cumaru do Norte.